# هيرفج شوبر
هيرفج شوبر (بالألمانية: Herwig Schopper)‏ (و. 1924 – م) هو فيزيائي، وتربوي، وأستاذ جامعي من ألمانيا . وهو عضواً في الأكاديمية الهنغارية للعلوم .

## مناصب وهيئات
أدار جامعة هامبورغ، ومعهد كارلسروه للتكنولوجيا.

## جوائز
حصل على جوائز منها:
- ميدالية ويلهلم إكسنر [الإنجليزية]‏ (1991)
- ميدالية كاروس  [لغات أخرى]‏ (1957)
- UNESCO Niels Bohr Medal [الإنجليزية]‏
- صليب القائد لنيشان استحقاق جمهورية ألمانيا الاتحادية.

## روابط خارجية
- هيرفج شوبر على موقع مونزينجر (الألمانية)